# (10356) Rudolfsteiner
(10356) Rudolfsteiner est un astéroïde de la ceinture principale.

## Description
(10356) Rudolfsteiner est un astéroïde de la ceinture principale. Il fut découvert le 15 septembre 1993 à La Silla par Eric Walter Elst. Il présente une orbite caractérisée par un demi-grand axe de 2,69 UA, une excentricité de 0,14 et une inclinaison de 2,5° par rapport à l'écliptique.

## Compléments